# Alexandre de Serpa Pinto
Alexandre de Serpa Pinto, celým jménem Alexandre Alberto da Rocha de Serpa Pinto (20. dubna 1846, Cinfães, Portugalské království – 28. prosince 1900, Lisabon, Portugalské království) byl portugalský cestovatel v jižní Africe a správce kolonie.
Narodil se v Castelo de Poldras v Cinfães, portugalské vesnici na řece Douro. V mládí se stal studentem vojenské školy. V roce 1864 vstoupil do portugalské armády a následně byl poslán do Portugalské východní Afriky.

## První výprava v jižní Africe
V roce 1869 se zúčastnil potlačení kmenů, kteří se vzbouřili kolem dolního toku řeky Zambezi. V roce 1869 se vydal do východní Afriky na zkoumání řeky Zambezi. O osm let později vedl výpravu z Benguela v Portugalské západní Angole do povodí řeky Kongo a Zambezi. V roce 1877 s poručíkem Hermenegildo Capelem a poručíkem Roberto Ivensem z portugalského námořnictva se vydali prozkoumat jihoafrické vnitrozemí. Všichni tři měli africké zkušenosti a dostatek temperamentu pro práci. Benguelu opustili v listopadu 1877. Brzy po jejich odchodu se v Bié rozdělili. Capello a Ivens šli na sever, zatímco on pokračoval na východ a později se stočil k jihu. V červnu 1878 přešel řeku Kwando a v srpnu dosáhl Lealui v Barotseland v Zambii. Tam se setkal s misionářem Françoisem Coillardem, který mu pomohl, což mu umožnilo pokračovat v cestě podél Zambezi k Viktoriiným vodopádům. Poté se obrátil na jih. Po strastiplné cestě dorazil 12. února 1879 do Pretorie v severní části Jižní Afriky. Byl čtvrtým cestovatelem, který přešel Afriku od západu na východ a první stanovil přesnou trasu mezi Bié a Lealui. V roce 1881 mu udělila Královská geografická společnost medaili za objevy v jižní Africe.

## Cesta a jednání v Malawi
V roce 1884 byl jmenován portugalským konzulem v Zanzibaru. Vzhledem k poslání zkoumal a mapoval oblast mezi jezerem Nyasa a řekou Ruvuma, zároveň se snažil zajistit poslušnost náčelníků v této oblasti. V roce 1885 podnikl výpravu s poručíkem Augustem Cardosou. Na této výpravě vážně onemocněl a byl přepraven na pobřeží, kde se nakonec uzdravil. Cardoso pokračoval v průzkumu návštěvou jezera Nyasa a řeky Shire v Malawi. Pokoušel se dohodnout smlouvu s náčelníky kmene Yao, která měla zajistit jejich ochranu Portugalským královstvím, když území se stane součástí Portugalské východní Afriky. Británie odmítla přijmout portugalské tvrzení, že vysočina okolí řeky Shire by měla být považována za součást Portugalské východní Afriky. S cílem zabránit portugalskému rozpínání v této části Afriky, poslala britská vláda Henryho Hamiltona Johnstona jako britského konzula Mosambiku a vnitrozemí, s pokyny zabránit rozpínání Portugalců v Zambezi a kolem Shire.
Serpa byl jmenován v roce 1889 guvernérem Mosambiku. Ačkoliv jednal s opatrností, vstoupil v roce 1889 do nynějšího Malawi. Po drobných střetech s Johnstonem byl jmenován jeho zástupcem a povodí Shire uznána jako britský protektorát.

## Návrat do Portugalska
Situace se přesto neuklidnila a brzy došlo ke konfliktu s Velkou Británií, proto se vrátil do Portugalska, kde byl povýšen do hodnosti plukovníka. V roce 1890 časopis Daily Picayune falešně napsal, že spáchal sebevraždu.
Zemřel 28. prosince 1900 v Lisabonu.